# 旧神戸住友ビル
旧神戸住友ビル（きゅうこうべすみともびる）は兵庫県神戸市中央区栄町通にあった歴史的建造物。
1934年、長谷部竹腰建築事務所・長谷部鋭吉の設計により住友銀行神戸支店として建設された近代ビル。
鉄筋コンクリート造り3階建て。東面・北面の3連アーチ窓が特徴の建物。
なお、住友銀行神戸支店はさくら銀行と合併して三井住友銀行となった際に神戸中央支店と改名したが、2002年10月18日に建物としては閉店（神戸営業部内に移転・2003年1月20日に正式統合）している。これを受けて、建物名も銀泉神戸ビルに改名したが2014年に解体された。

## 周辺情報

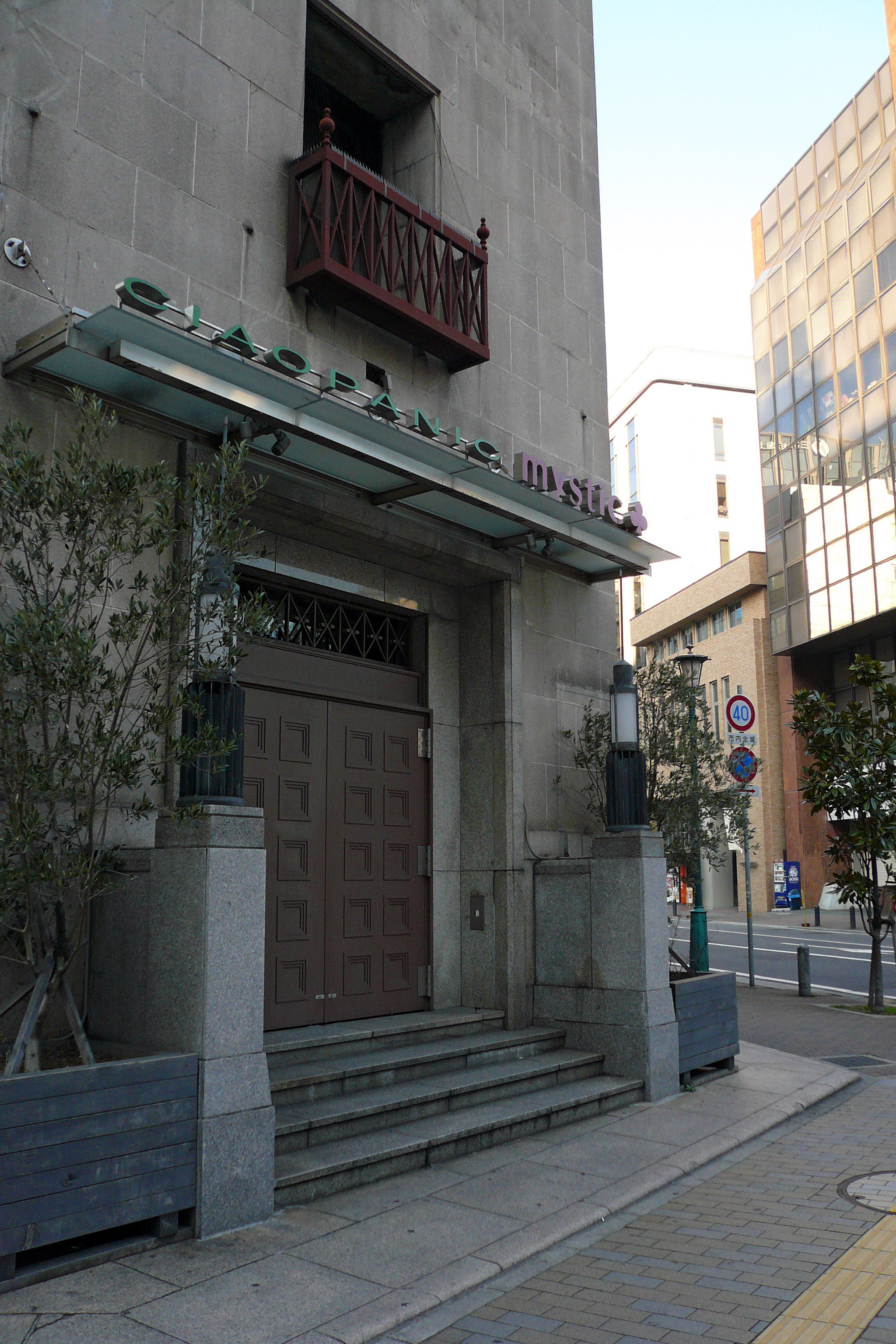
北東玄関
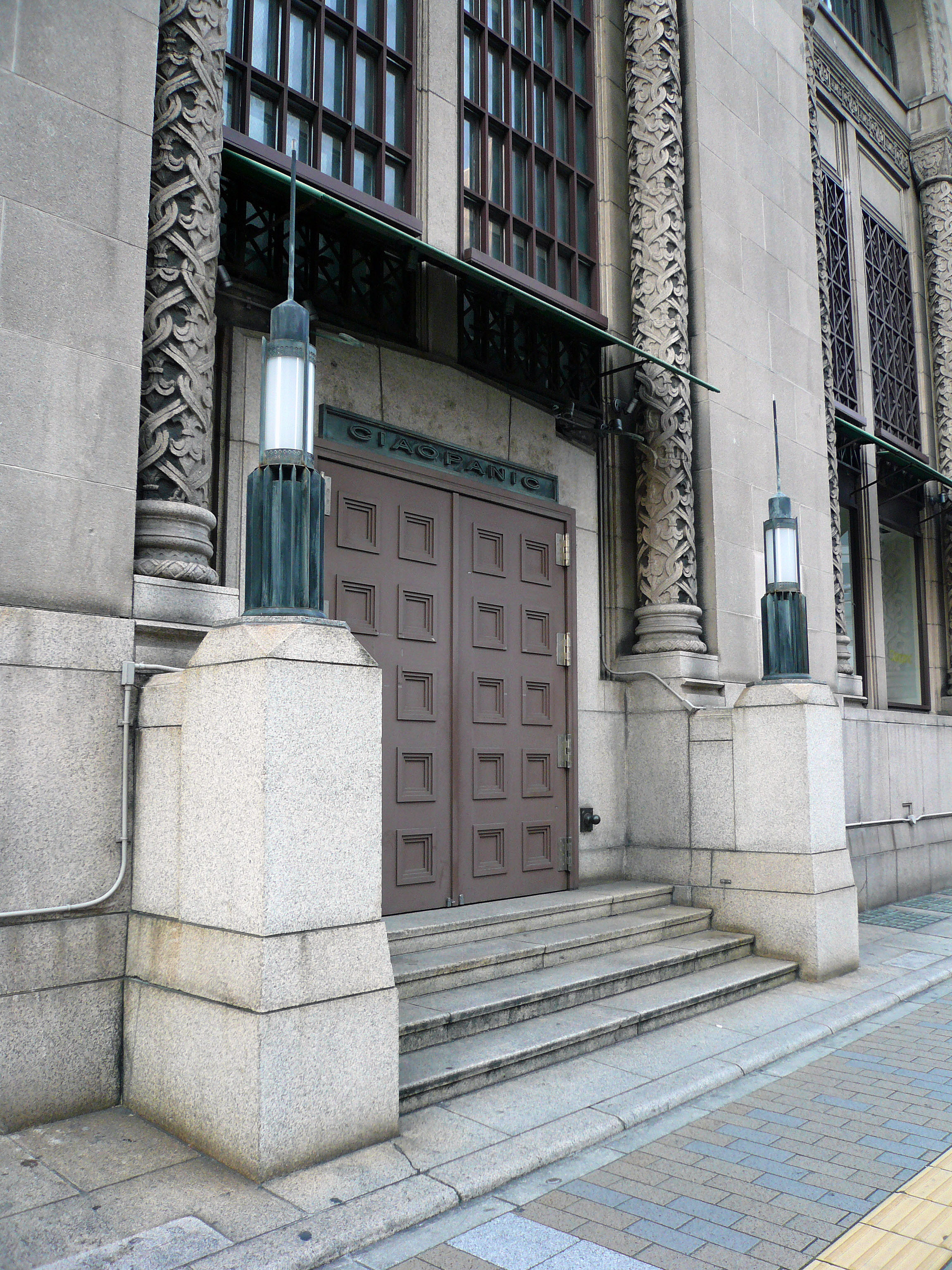
東玄関
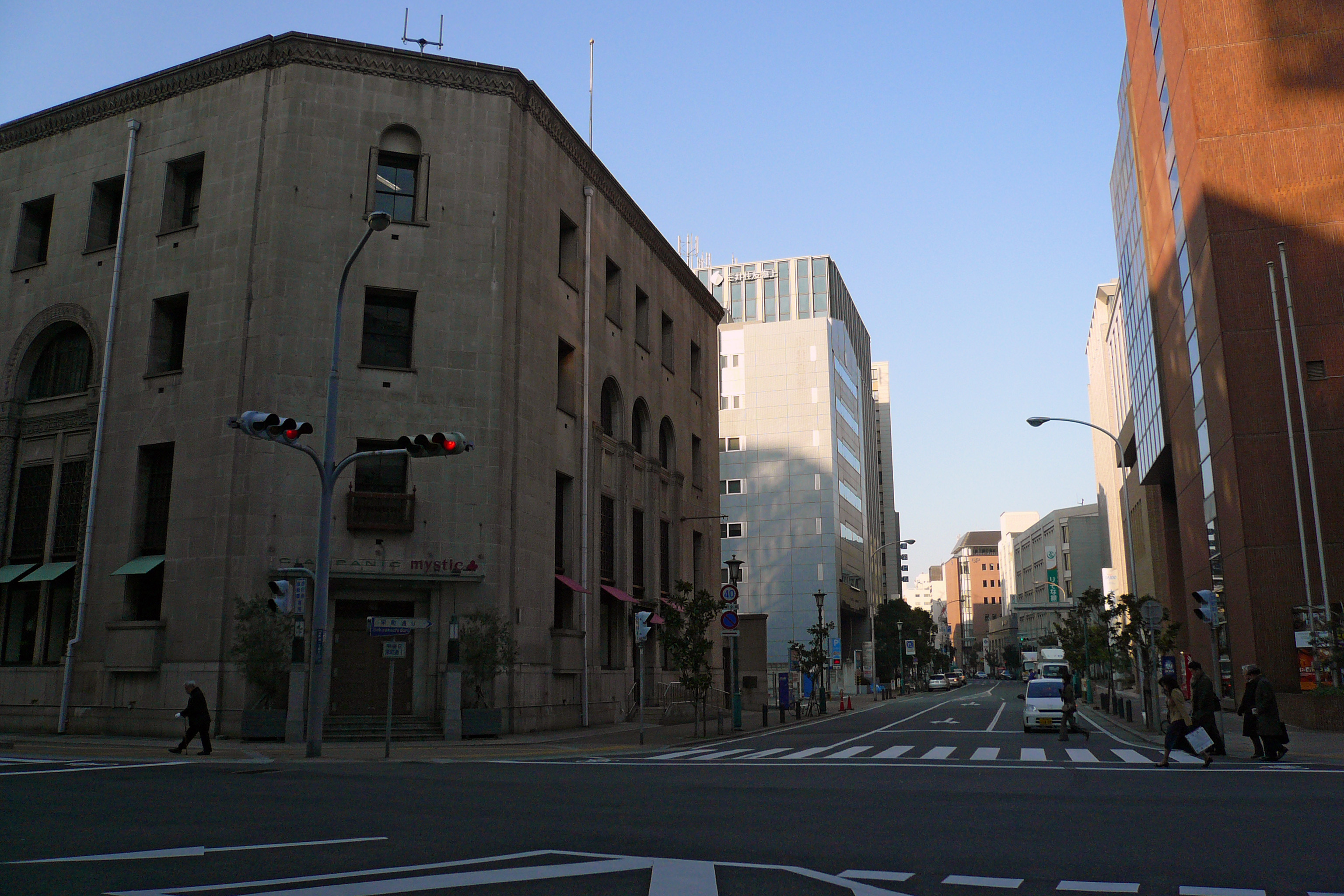
栄町通

- 旧居留地
  - 神戸ドールミュージアム
  - THE FORTY FIFTH
  - 大丸ミュージアム神戸
  - ジーニアスギャラリー
  - 旧居留地38番館
  - 神戸らんぷミュージアム
  - 神戸市立博物館
  - 旧居留地十五番館
  - チャータードビル
  - 神戸商船三井ビル
  - 海岸ビル
  - 神港ビル
- 旧雑居地
  - 神戸南京町
  - 神戸郵船ビル
  - 海岸ビルヂング（旧・日濠会館）

- 北東玄関
- 東玄関
- 栄町通